# Medicejský sloup

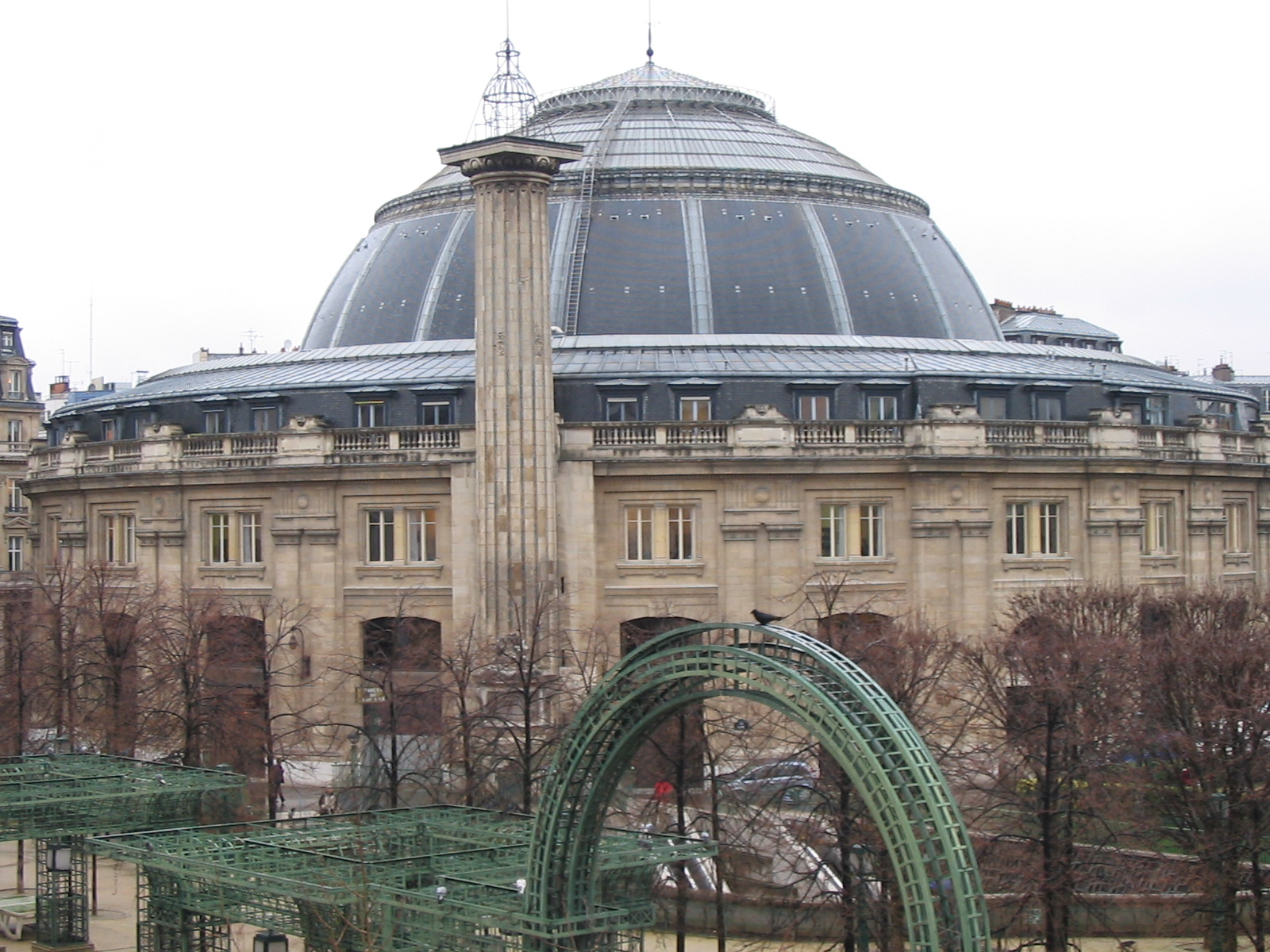
Medicejský sloup před budovou Komoditní burzy

Medicejský sloup (francouzsky Colonne Médicis) je kamenný sloup v Paříži poblíž budovy Pařížské komoditní burzy v Jardin des Halles.

## Historie
Dutý dórský sloup byl vztyčen v roce 1574 na nádvoří paláce Soissons královny Kateřiny Medicejské. Autorství je přičítáno architektu Jeanu Bullantovi (1515–1578). Jednalo se o první samostatně stojící sloup v Paříži. Kamenný sloup je vysoký 31 m, má průměr 3 m a ke kovové konstrukci na jeho plošině vede točité schodiště se 147 schody. Funkce sloupu nebyla nikdy přesně prokázána, ale vzhledem k oblibě královny v astrologii se mohl používat pro astrologická pozorování. Mohl být vztyčen i jako pamětní sloup, což naznačuje propletený monogram H a C krále Jindřicha II. (Henri) a Kateřiny (Catherine de Medici). Monogram je ještě doplněn zrcadlově obráceným C, které může připomínat písmeno D, královu milenku Dianu z Poitiers.

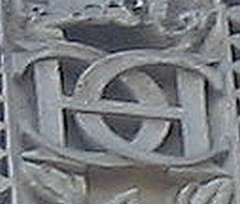
Monogram H a C

Sloup je na povrchu zdoben 18 svislými drážkami, korunami, liliemi a rohy hojnosti. Některé z těchto ozdob jsou dnes viditelné jen částečně.
Francouzský spisovatel Louis Petit de Bachaumont (1690–1771) zachránil sloup před zničením v roce 1748 tím, že ho odkoupil a později ho nabídl městu Paříži, které ho však nepřijalo, protože mělo zaplatit částku, za kterou byl původně koupen. Palác Soissons byl zbořen a na jeho místě v roce 1760 vznikla Obilní burza. Sloup byl v roce 1764 opatřen slunečními hodinami (nyní již neexistujícími) a v roce 1812 doplněn fontánou, ze které se dochovala jen výzdoba.
Sloup byl v roce 1862 zařazen na seznam historických památek.